# Arquidiocese de Sassari
A Arquidiocese de Sassari (Archidiœcesis Turritana) é uma arquidiocese da Igreja Católica situada em Sassari, na Itália, pretencente à Conferência Regional da Sardenha. É fruto da elevação da diocese de Sassari. Está atualmente em sede vacante. Sua Sé é a Cattedrale di San Nicola di Bari.

## História
A diocese de Torres (anteriormente chamado Turris Libissonis) provavelmente foi erigida ainda no final do século III, embora a tradição indique como primeiro bispo Clemente de Roma, no século I. Ainda no século I, certamente São Gavino era bispo, pelas informações sobre seu martírio. Apesar de existirem documentos relacionados com os bispos antes, não se pode estabelecer com absoluta certeza que se relacionem com os bispos de Torres, porque houve outros bispos de locais com nome semelhante. O primeiro bispo historicamente é, sem dúvida, Félix, em 484. A episcopal sede era Torres, hoje Porto Torres.
Em 727, o bispo Félix III teve que abandonar a cidade após a invasão dos Sarracenos e se refugiam em Gênova. Relatórios posteriores sobre vigários da diocese são interrompidos por cerca de três séculos.
Em 1073 Constantino de Castra, depois que foi provavelmente Bispo de Torres (até 1073), é investido em Cápua pelo Papa Gregório VII, no cargo de Arcebispo de Torres. Provavelmente foi o primeiro metropolita Turritano.
No século XIII, o arcebispo Dorgodorio construiu em Sassari seu palácio arcebispal, e no final do século passaria a ser a principal estadia do seu sucessor, Teodósio e seus sucessores. Em 1441 Pietro Spano transferiu a sede arcebispal de Torres para Sassari.
Em 1506 foram suprimidas as dioceses de Ploaghe e Sorra, erigidas, respectivamente, no século XI e século XII, e seu território foi agregado ao da Arquidiocese de Sassari.

## Cronolgia dos Arcebispos do sèculo XX
| #                        | Nome                            | Período    | Notas                                              |
| Arcebispos               | Arcebispos                      | Arcebispos | Arcebispos                                         |
| ------------------------ | ------------------------------- | ---------- | -------------------------------------------------- |
|                          | Gian Franco Saba                | 2017-2025  | Nomeado Arcebispo de Ordinariato Militar da Itália |
|                          | Paolo Atzei, O.F.M.Conv.        | 2004-2017  |                                                    |
|                          | Salvatore Isgrò †               | 1982-2004  |                                                    |
|                          | Paolo Carta †                   | 1962-1982  |                                                    |
|                          | Agostino Saba †                 | 1961-1962  |                                                    |
|                          | Arcangelo Mazzotti, O.F.M. †    | 1931-1961  |                                                    |
|                          | Maurilio Fossati, O.SS.G.C.N. † | 1929-1930  | Nomeado Arcebispo de Turim                         |
|                          | Cleto Cassani †                 | 1917-1929  |                                                    |
|                          | Emilio Parodi, C.M. †           | 1905-1916  |                                                    |
|                          | Diego Marongiu Del Rio †        | 1871-1905  |                                                    |
| Arcebispo-coadjutor      |                                 |            |                                                    |
|                          | Emilio Parodi, C.M. †           | 1905       |                                                    |
| Bispo-auxiliar           |                                 |            |                                                    |
|                          | Giuliano Cabras                 | 1900-1905  |                                                    |
|                          | Bernardo Pizzorno               | 1909-1911  | Nomeado Bispo de Crema                             |
|                          | Cleto Cassani                   | 1911-1917  | Elevado a Arcebispo                                |
| Administrador Apostólico |                                 |            |                                                    |
|                          | Antonio Vacca                   | 2004       | Bispo de Alghero-Bosa                              |